# Port d'Haapsalu
L'ancien port d'Haapsalu (estonien : Haapsalu Vanasadam, code EE HAA) est un petit port de plaisance  à Haapsalu en Estonie.

## Présentation
Le port est situé dans la Péninsule de Bürgermeistri holm, dans le quartier Holm de Haapsalu, en bordure de la Väinameri.
Le port peut recevoir de petits navires jusqu'à 12 m de long et jusqu'à 4 m de large, avec un tirant d'eau ne dépassant pas 0,6 m. 
Les services portuaires payants ne sont pas fournis dans le port.
Le port est géré par la fondation du musée de Rannarootsi (et) et sa saison de navigation dure du 1er avril au 30 novembre.
Sur la péninsule Bürgermeistri holm, en bordure de la baie Tagalaht, il y a aussi le port de Haapsalu Veskiviiki, la marina de Grand Holm, la marina de Westmer et le port de Westmer.